# 高雄三山
高雄三山是指台灣高雄市的鳳山、岡山、旗山三大地區，上述地區按照日治時期「郡」的劃分法加總等於舊高雄縣轄區，舊高雄縣縣徽即象徵「三山一體」。

## 簡介
高雄三山係沿襲日治時期「郡」的劃分法，分為鳳山區、岡山區、旗山區。
- 鳳山區：相當於原高雄州鳳山郡，包含今鳳山區、林園區、大寮區、大樹區、仁武區、大社區、鳥松區。
- 岡山區：相當於原高雄州岡山郡，包含今岡山區、橋頭區、燕巢區、田寮區、阿蓮區、路竹區、湖內區、茄萣區、彌陀區、永安區、梓官區。
- 旗山區：相當於原高雄州旗山郡，包含今旗山區、美濃區、六龜區、杉林區、甲仙區、內門區、桃源區、茂林區、那瑪夏區。